# 1. Amerikanske Armé
1. Amerikanske Armé (First Army) er en armé i den amerikanske hær, med ansvar for oplæringsstøtte til afdelinger i arméreserven og Nationalgarden i alle delstater øst for Mississippi.
Armeen blev oprettet 10. august 1918 i Frankrig mod slutningen af første verdenskrig, med general John J. Pershing som øverstkommanderende.